# Kaufhaus Alsberg (Dresden)
Das Kaufhaus Alsberg war bis zu seiner Zerstörung im Februar 1945 eines der größten und modernsten Kaufhäuser Dresdens. Seine Hauptfassade befand sich an der Nordseite der Wilsdruffer Straße, der Gebäudekomplex erstreckte sich bis an die Schloßstraße und die Große Brüdergasse. Es wurde als formal selbständige Einzelhandels-Gesellschaft geführt, gehörte aber zum vor allem im Rheinland und in Westfalen aktiven Alsberg-Konzern.

## Geschichte bis 1922
Im Jahr 1907 eröffnete die Firma Gebrüder Alsberg Geschäftsräume im Haus Wilsdruffer Straße 6 und in der König-Albert-Passage, die sich durch den gesamten Häuserblock von der Wilsdruffer Straße 8 bis zur Großen Brüdergasse 7 erstreckte und 1896 von Rudolf Sendig erbaut worden war.
Die Firma Gebrüder Alsberg erwarb 1912 das Haus Wilsdruffer Straße 10, am 1. April 1913 eröffnete sie hier weitere Geschäftsräume. Seit 1916 war sie auch Eigentümerin des Hauses Große Brüdergasse 9, ohne hier bereits ein eigenes Geschäft zu etablieren, wohl aber als Beginn eines weitreichenden Expansionskonzepts. Um 1920 gingen die ehemalige König-Albert-Passage und das Haus Wilsdruffer Straße 6 in den Besitz der Firma über. Damit war die Basis für eine umfassende Modernisierung der Geschäftslokale und die Schaffung eines modernen Kaufhauses gelegt.

## Die grundlegenden Umbauten 1922/23 und 1929/30
Erste große Baumaßnahmen gab es 1922/23. Dabei wurden die alten Häuser Wilsdruffer Straße 6, 8 und 10 umgebaut und mit einer durchgehenden Fassade von 22 Fensterachsen versehen. Der Architekt Max Hans Kühne gestaltete die Fassade mittels hochgestreckter Fenster, die im dritten Obergeschoss durch Rundbögen zusammengehalten wurden. Darüber existierte ein Dachgeschoss, im Erdgeschoss luden großzügige Schaufenster zum Betrachten und Kaufen ein. In den breiteren Zwischenräumen an der Fassade schmückten sechs auf Sockeln stehende Figuren von Johannes Knubel das Gebäude und lockerten – wie auch der Ornamentfries über dem Erdgeschoss – die Fassade auf.
Im Verlaufe der 1920er Jahre erwarb die Firma Gebrüder Alsberg nach und nach weitere Häuser an der Großen Brüdergasse. Dies betraf 1920 das Haus 11 (bis 1927 Dresdner Berufs-Wäschefabrik), 1926 Haus 5 und schließlich 1928 die Häuser 1 (Ecke Schloßstraße) und 3. Damit befanden sich alle Gebäude an der Großen Brüdergasse zwischen Schloßstraße und Quergasse im Besitz der Firma. Mit den gleichfalls 1928 erworbenen Häusern Schloßstraße 3, 5 und 5b waren nun die Voraussetzungen für den Neubau eines eindrucksvollen und vor allem modern-übersichtlichen Großkaufhauses in Dresden gegeben.
Dazu war aber zunächst der Abriss von neun alten Häusern an der Schloßstraße und der Großen Brüdergasse nötig. Dies war stark umstritten. Auf einer Sitzung des Denkmalrats am 23. Februar 1928 wurden schwere Bedenken erhoben. Auch Cornelius Gurlitt bezog eindeutig Stellung gegen das Projekt. Das Landesamt für Denkmalpflege erhob Einspruch, erreichte aber nur, dass die Planungen überarbeitet wurden. Im Juli 1928 stimmte der Rat dieser Planung zu, lediglich noch mit der Auflage, von den kunsthistorischen Gebäuden gute fotografische Aufnahmen für das Stadtmuseum zu machen.
So wurde in den Jahren 1929/30 der Neubau ausgeführt. Besonders die sensible Situation der Schloßstraße forderte vom Architekten Kühne viel Einfühlungsvermögen. Die Bauvorschriften verlangten die Einhaltung der Traufhöhe, aber Baubehörde, Architekt und Bauherr kamen überein, dass über die vier Stockwerke noch drei weitere Obergeschosse gebaut werden durften, die aber, weit zurückgesetzt, von der Straße kaum in Erscheinung traten. Auf einen anfangs geforderten Laubengang wurde aber zugunsten von großen Schaufenster-Glasflächen verzichtet.
Nach Ende der Bauarbeiten umfasste das Kaufhaus durch geschickte Ausnutzung des Grundstückes 20.000 m² Verkaufsfläche und war damit der größte Kaufhaus-Neubau in der Innenstadt vor 1945. Drei Portale verschafften guten Zugang. Drei Treppenhäuser sowie eine über drei Geschosse reichende moderne Rolltreppen-Anlage verteilten die Käufer bis ins oberste sechste Stockwerk. Dort lockte ein lichtdurchflutetes Restaurant mit Freiluftterrasse und Blick über die Dächer der Altstadt. Die Fassade zierte bauplastischer Schmuck von Georg Wrba im Art-déco-Stil.
Wertvolle Materialien sollten gehobene Kauflaune verbreiten: durchweg echtes Parkett, Verkaufstische und Regale aus Eichenholz, teilweise mit Nussbaumeinlagen. Der Lichthof strahlte in hellem Stuck und Weißmetall. Lediglich die Erdgeschoss-Stützen waren mit Holz verkleidet. Im vierten Geschoss lagen die Küche, eine Konditorei und einige Ateliers. In der fünften Etage befanden sich Verwaltungsräume, Büros, Konfektionsateliers, Werkstätten und die Personalkantine. Das letzte, sechste Geschoss wurde mit einem Flachdach gedeckt.

## Das Kaufhaus 1933 bis 1945
Mit der Machtergreifung der Nationalsozialisten begannen auch für den jüdischen Einzelhandels-Konzern Alsberg schwere Zeiten, die letztlich mit der völligen Enteignung und dem Tod von mehreren Familienmitgliedern in den Ghettos Litzmannstadt und Theresienstadt endete. Die Geschichte des Konzerns, der eines der erfolgreichsten Kaufhaus-Unternehmen in der Weimarer Republik war, endete am 27. Juni 1933.
Bereits im September 1933 übernahm die neu gegründete Modehaus Möbius GmbH das Dresdner Alsberg-Kaufhaus. Der Gesellschaftsvertrag zur „Fortführung der bisher von der Kommanditgesellschaft Firma Gebrüder Alsberg in Dresden betriebenen Modehäuser“ wurde am 14. September 1933 unterzeichnet. Als Geschäftsführer wurden die Kaufmänner Rudolf Ackermann (Mitglied der NSDAP seit 1930) und Karl Rudolf Holtsch eingesetzt.
Die Gebrüder Alsberg KG Dresden war Anfang 1933 hochverschuldet. Das lag zum einen an der Weltwirtschaftskrise, den starken Gewinnverlusten und dem geschmolzenen Eigenkapital, zum anderen aber auch an den Boykott-Aufrufen der Nationalsozialisten gegen jüdische Geschäfte. Bei einer Besprechung am 29. Mai 1933 der Firma Gebr. Alsberg KG mit der Dresdner Filiale der Deutschen Bank führte Dr. Alsberg aus, „dass sich die Verhältnisse der Firma infolge der Boykottbewegung entscheidend verschlechtert haben, der Umsatz um 40 % zurückgegangen“ ist.
Die neue Modehaus Möbius GmbH erhielt alles Inventar im Dresdner Kaufhaus Alsberg wie z. B. Warenbestände, Mobiliar, Lastwagen etc., übernahm aber auch alle Schulden. Diese wurden jedoch mit Druck auf die Gläubigerbanken erheblich reduziert, indem die Banken genötigt wurden, ihre Schuldforderungen in Anteile in der GmbH umzuwandeln. Im Vertrag hieß es noch: „Der Stammanteil der Firma Gebrüder Alsberg in Dresden an 816 000 Reichsmark geht im Betrage von 786 000 Reichsmark in arische Hände über.“ Rudolf Ackermann behauptete im Oktober 1945 vor dem Rat der Stadt Dresden, „diese Geschäftsanteile hat dann die Firma Gebrüder Alsberg an weitere Gläubiger an Zahlungs statt zum Ausgleich ihrer Schulden abgetreten“, also quasi „freiwillig“ verzichtet.
Die Modehaus Möbius GmbH hatte darüber hinaus 1939 die bis dahin nur gepachtete Alsberg-Immobilie für 4 Millionen Reichsmark erstanden. In einer Aktennotiz der Commerzbank vom 13. April 1944 heißt es zum ehemaligen Kaufhaus Alsberg in Dresden: „Infolge der politischen Umstellung und der daraus entstandenen finanziellen starken Anspannung wurde das Unternehmen Alsberg von der GmbH übernommen. Die Geschäftshäuser gingen damals nicht mit in den Besitz der GmbH über, sie wurden aber Ende 1939 zum Hypothekenstand für rund 4 Millionen Reichsmark in der Zwangsversteigerung erstanden.“ In den Adressbüchern der Stadt Dresden erschien der Name Alsberg ab 1941 nicht mehr.
Wie die gesamte Umgebung brannte auch das Kaufhaus Alsberg im Februar 1945 aus. Die stabile Stahlbetonbauweise sorgte dafür, dass die Ruine dennoch wiederaufbaufähig war.

## Das Kaufhaus 1945 bis 1955
Zehn Jahre lang ließ man die Ruine mit der Option auf Wiederherstellung stehen. Was an der Südseite der Wilsdruffer Straße mit dem Kaufhaus Knoop möglich war – dieses wurde in die Neubebauung einbezogen –, scheiterte an der Nordseite. Große Teile des Kaufhauses Alsberg waren den Plänen im Wege, die ab 1. Mai 1954 als Ernst-Thälmann-Straße bezeichnete Wilsdruffer Straße zu einer wesentlich breiteren Demonstrationsmagistrale auszubauen. So erfolgten schließlich 1955 der Abriss der Ruine und der Neubau der noch heute vorhandenen Bebauung.